# トンネル

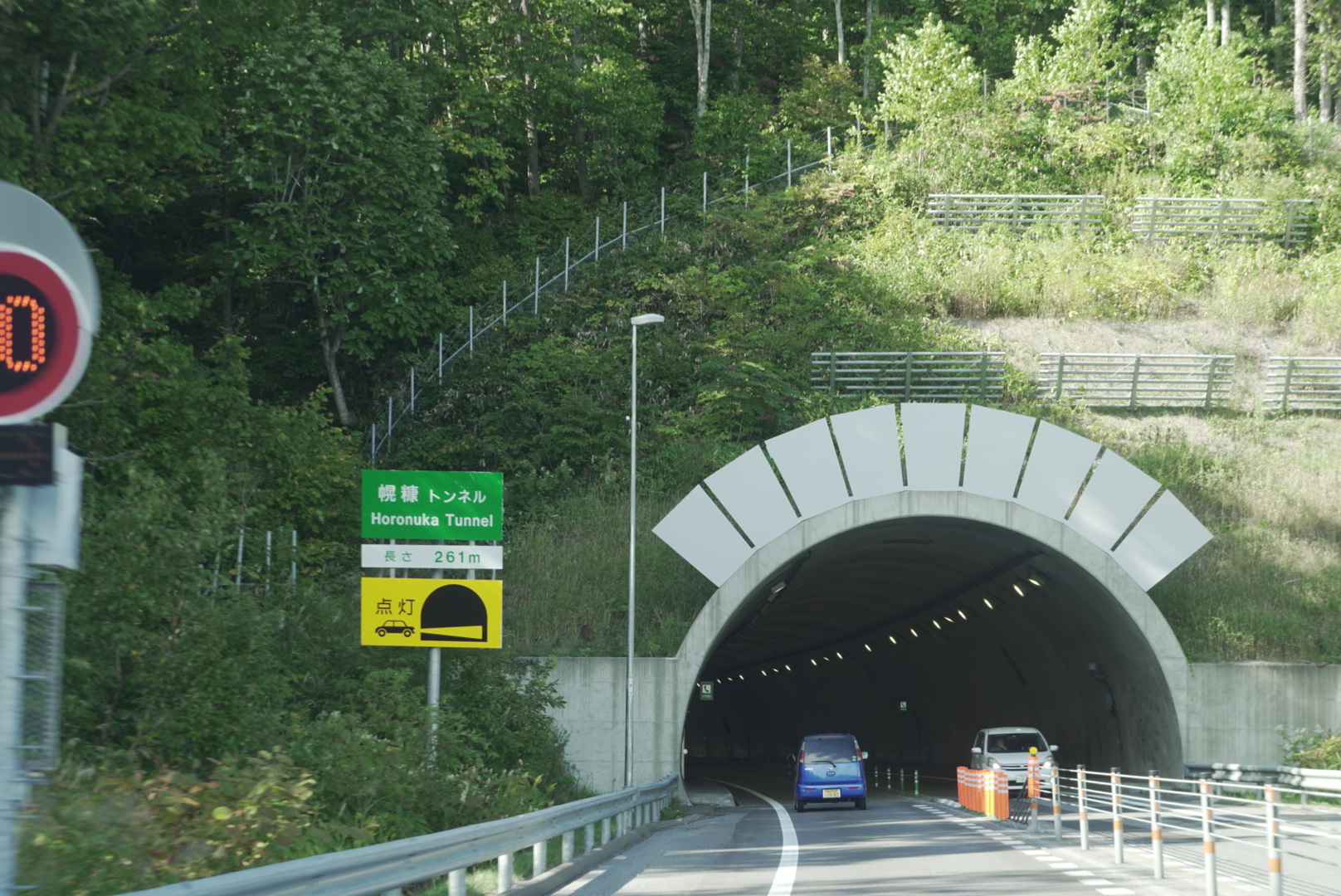
E62深川留萌自動車道(一般国道233号)幌糠トンネルの沼田側坑口

トンネル（英: tunnel [ˈtʌnl] ( 音声ファイル)）または隧道（すいどう、ずいどう）は、地上から目的地まで地下や海底、山岳などの土中を通る人工の、または自然に形成された土木構造物であり、断面の高さあるいは幅に比べて軸方向に細長い地下空間をいう。1970年のOECDトンネル会議で「計画された位置に所定の断面寸法をもって設けられた地下構造物で、その施工法は問わないが、仕上がり断面積が2平方メートル (m2) 以上のものとする」と定義された。
人工のものは道路、鉄道（線路）といった交通路（山岳トンネル、地下鉄など）や水道、電線等ライフラインの敷設（共同溝など）、鉱物の採掘、物資の貯留などを目的として建設される。
日本ではかつて中国語と同じく隧道と呼ばれていた。常用漢字以外の文字（隧）が使われているために、第二次世界大戦後の漢字制限や用語の簡略化、外来語の流入などの時代の流れにより、今日では一般的には「トンネル」と呼ばれるようになったが、トンネルの正式名称に「隧道」と記されることも多い（青函隧道など）。
鉄道や道路のトンネルには「入口」「出口」が定められており、起点に近い方が「入口」となっている。

## 特徴
山岳地帯においては、地上の地形に関わらず曲線・つづら折れ・勾配を減少させ、自動車や列車の高速走行や大量輸送が容易になる。また強風・積雪時の通行規制（豪雪地帯の峠越えは積雪による冬季閉鎖で通行出来ない箇所が多い）を減らすことができる。坑口付近を除いて景観を損ねず（景観破壊にならない）、森林破壊にもつながりにくい（生態系の保持）。海底トンネルや水底トンネルであれば、大型船の通行（橋であれば、橋の下を通過する大型船に高さ制限や幅制限が発生してしまう）に影響が無いといった長所が挙げられる。特に急峻な地形が連続する地域では不可欠な設備である。
その一方、短所もある。トンネルに作用する土圧や水圧のため断面積を闇雲に大きくはできず、通行する車両には車両限界が設定され、従って輸送能力に制限が加わってしまうことが多い。また、断面積を大きくとるほど掘削に要する費用も増大する。地質によっては落盤を防ぐための補強で建設費が嵩むことがある。
掘削作業によって地下水脈を寸断し、周辺地域に渇水を引き起こすなど、地下水位に影響を与えることもある。
長大トンネルにおいては換気が困難で、空気が汚れやすい。また充分な酸素が供給されないと乗客の健康を脅かし、車両の走行性能も低下する。火災時に一酸化炭素などの有毒ガスが溜まりやすいことや、場合により危険物積載車の通行が規制されることもこれに起因する。また海底トンネルや水底トンネルは内部の湿度が高く、車両やトンネル内設備が腐食しやすい。

## 歴史

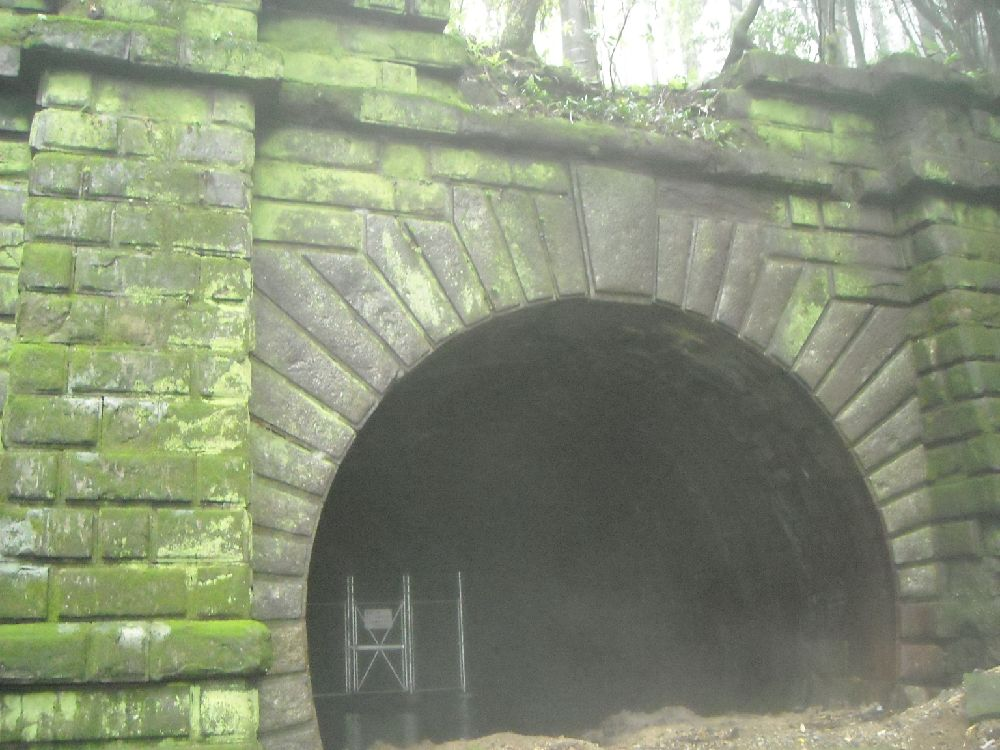
長野隧道。1885年（明治18年）完成

トンネルは世界各地に古くから人間の手によって造られてきた。トンネルの歴史は古く、灌漑用水路として古代に造られているが、紀元前交通路としての建設は紀元前2000年頃にユーフラテス川の河底を横断する歩行者用のトンネルがバビロンに造られたのが最初とされている。
また、古代ローマや古代ギリシアには数多くのトンネルが造られ、現在に至るまで使用されているものも存在する。日本では近代までトンネルは発達せず、1632年（寛永9年）に現在の金沢市で着工された辰巳用水が日本最初のトンネルではないかといわれている。
代わりに峠道が発達し、五街道をはじめ各地で整備が行われた。交通路のトンネルとしてよく知られるのは、1764年（明和元年）頃に、禅海が20数年の歳月をかけて槌とノミだけで完成させたと伝えられる耶馬渓の青の洞門（大分県中津市本耶馬渓町）がある。
機械動力の無い時代、あるいはその確保が困難な場合、トンネルの掘削はツルハシやノミなどの器具を用いた人力に頼るしかなかった。日本においては青の洞門や中山隧道（新潟県長岡市 - 魚沼市間）がその端的な例である。
なお、山梨県南都留郡富士河口湖町船津から富士吉田市新倉字出口に繋がる新倉掘抜は、農業用水として河口湖の湖水を船津側から山の下を貫通させて富士吉田側に供給するために延宝3年（1675年）から約170年かけて完成したもので、全長3.8キロメートルを測る「日本最長の手掘りトンネル」と言われる（富士河口湖町・富士吉田市それぞれの指定史跡）。
近代になり鉄道技術が発達すると、ヨーロッパにおいて鉄道を通すためのトンネルが多く作られるようになり、著しくトンネルの掘削技術が向上した。イギリスでは、トーマス・テルフォードやロバート・スチーブンソンなどの優れた技術者が多く誕生した。
ダイナマイトが発明されると、これを用いた発破によってトンネル建設の効率は飛躍的に高まった。さらに、様々な建設機械・工法の出現によってトンネル技術は21世紀になっても進化を続けている。
日本最初の西洋式トンネルは、東海道本線の神戸市内にあった石屋川隧道である。1871年（明治4年）完成。天井川であった石屋川の下をくぐっていたが、同区間の高架化により消滅した。
また、日本人技術者のみで最初に造られたトンネルは、東海道本線の大津市内にあった逢坂山隧道である。1880年（明治13年）完成。新線切り替えにより廃止され、名神高速道路建設などにより部分的に消滅したが、東側の坑口が現存する。

## トンネルの施工

### 工法

#### 矢板工法
掘削した壁面に矢板（やいた）という木板（主に松が使用され「松矢板（まつやいた）」と呼ばれた）や鉄板（「鋼矢板（こうやいた）」と呼ばれる）をあてがい、支保工という支柱で支え、その内側をコンクリートなどで固める「巻き立て」によって仕上げる。日本では1980年代の東北新幹線・上越新幹線建設までこの方法が取られていた。
しかしながら、事前調査の不足も重なり、特に蔵王トンネルでは工期が3年延びたほか、中山トンネルでは異常出水の連続から多数の迂回坑建設や300基を越える直上ボーリングの実施が必要となり、総工費が膨れ上がったばかりか、経路変更によって生じた曲線は、開業後の大幅な速度制限をももたらした。
今後の新幹線や高速道路にますます必要となる長大トンネルには技術的に不足があるのは明らかであった。これらが転機となって、その後は中山トンネルの一部で試行されたNATMが主流工法となり、それまでの経験工学からの転換という意味合いを含め、今までの工法として在来工法とも呼ばれる。

#### シールド工法
シールドマシンを用いた工法。

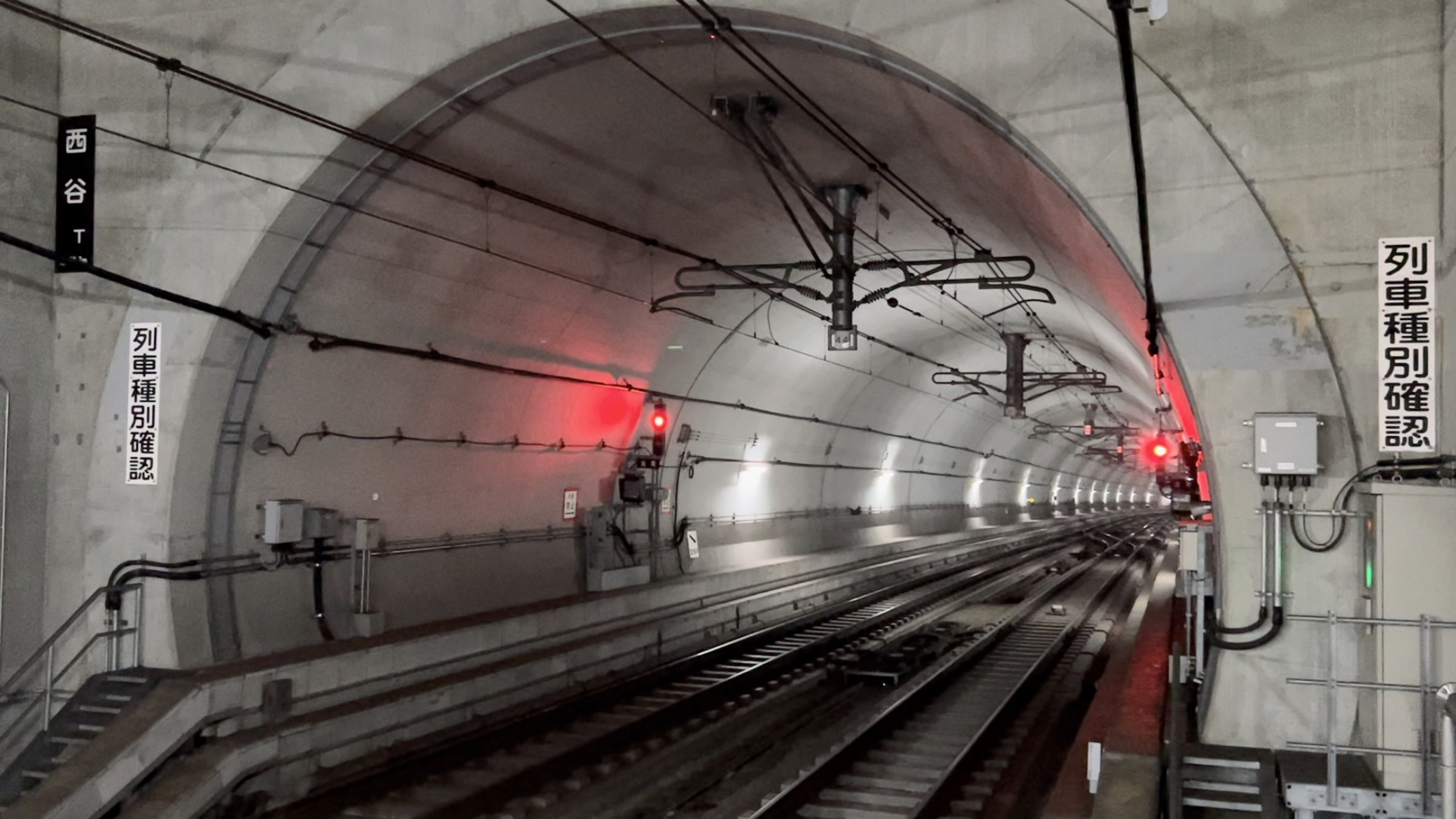
シールドトンネルの例（相鉄線西谷トンネル）

- 例：アクアトンネル（東京湾アクアライン）シールドトンネルの例（相鉄線西谷トンネル）

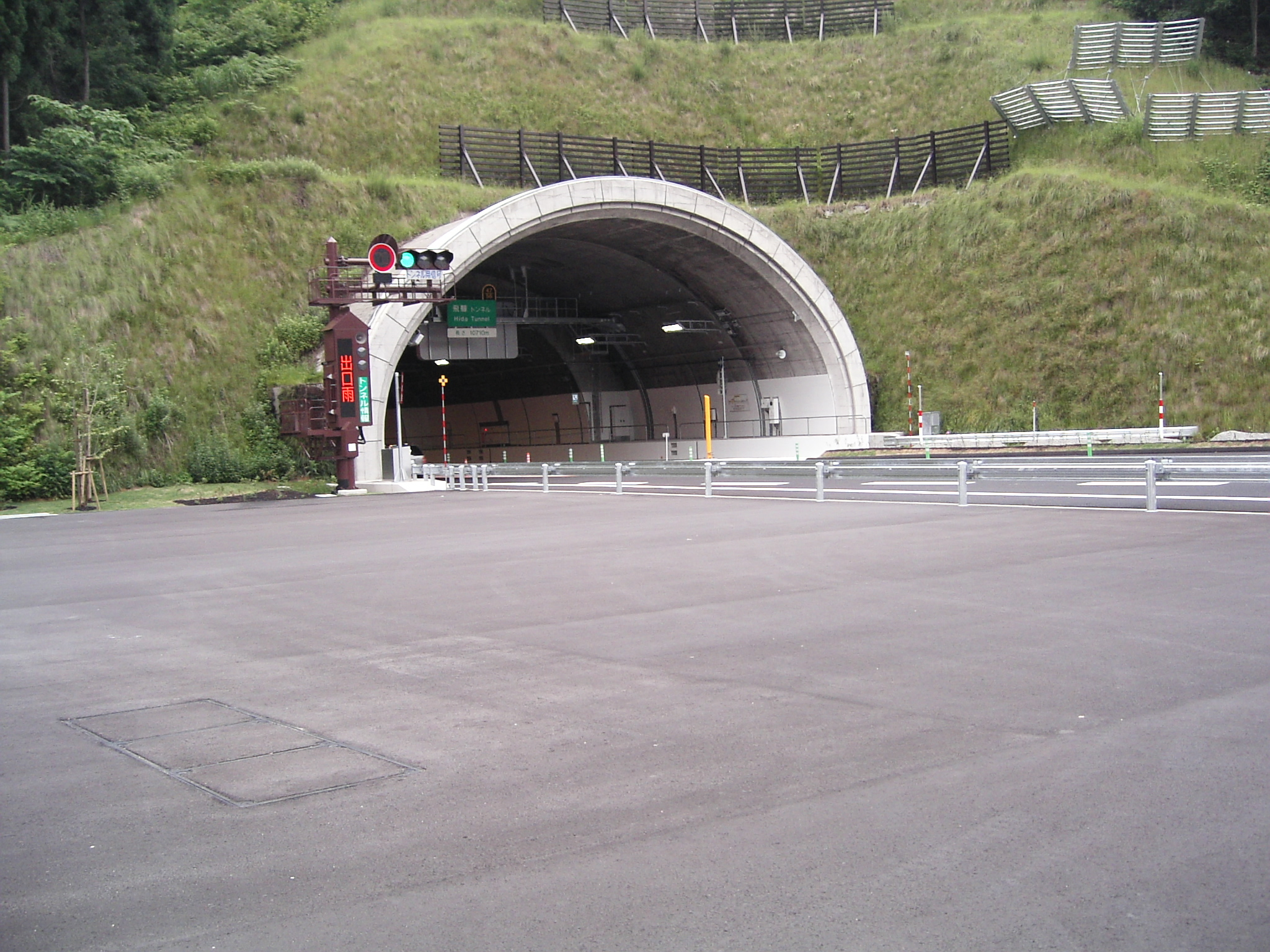
飛驒トンネルはTBM工法（一部NATM）によって施工が行われた

#### TBM工法
トンネルボーリングマシンを用いた工法。
- 例：飛驒トンネル（東海北陸自動車道）

#### 新オーストリアトンネル工法
New Austrian Tunneling Methodの頭文字をとってNATM（ナトム）ともいう。掘削した部分を素早く吹き付けコンクリートで固め、ロックボルトを岩盤奥深くにまで打ち込んで地山自体の保持力を利用する工法。
- 例：中山トンネル（上越新幹線）

#### 開鑿（開削）工法
オープンカット工法とも呼ばれる。地表面を掘り下げてトンネルの構造物を構築し、後で埋め戻す工法。地表面に近い部分や、鉄道駅のように大規模になる施設の構築に用いられる。初期（1960年代まで）に建設された地下鉄では主流の工法であったが、1970年代以降は地下鉄網の拡充からより深い位置にトンネルを建設せざるを得なくなり、駅部分を除いてはシールド工法が主体となっている。
また開削工法にシールド工法を組み合わせた工法としてオープンシールド工法がある。
- 例：東京メトロ南北線の後楽園駅

#### 沈埋トンネル工法
複数のケーソン（潜函）を水底に沈め、これを接続してトンネルとする工法。
- 例：多摩川トンネル（首都高速道路湾岸線）

### トンネル工事と安全確保
トンネル工事は労働基準法等の法令により、坑内労働として規定され、就業制限や安全衛生について一般の作業場とは異なる規制が設けられている。

## トンネルの分類

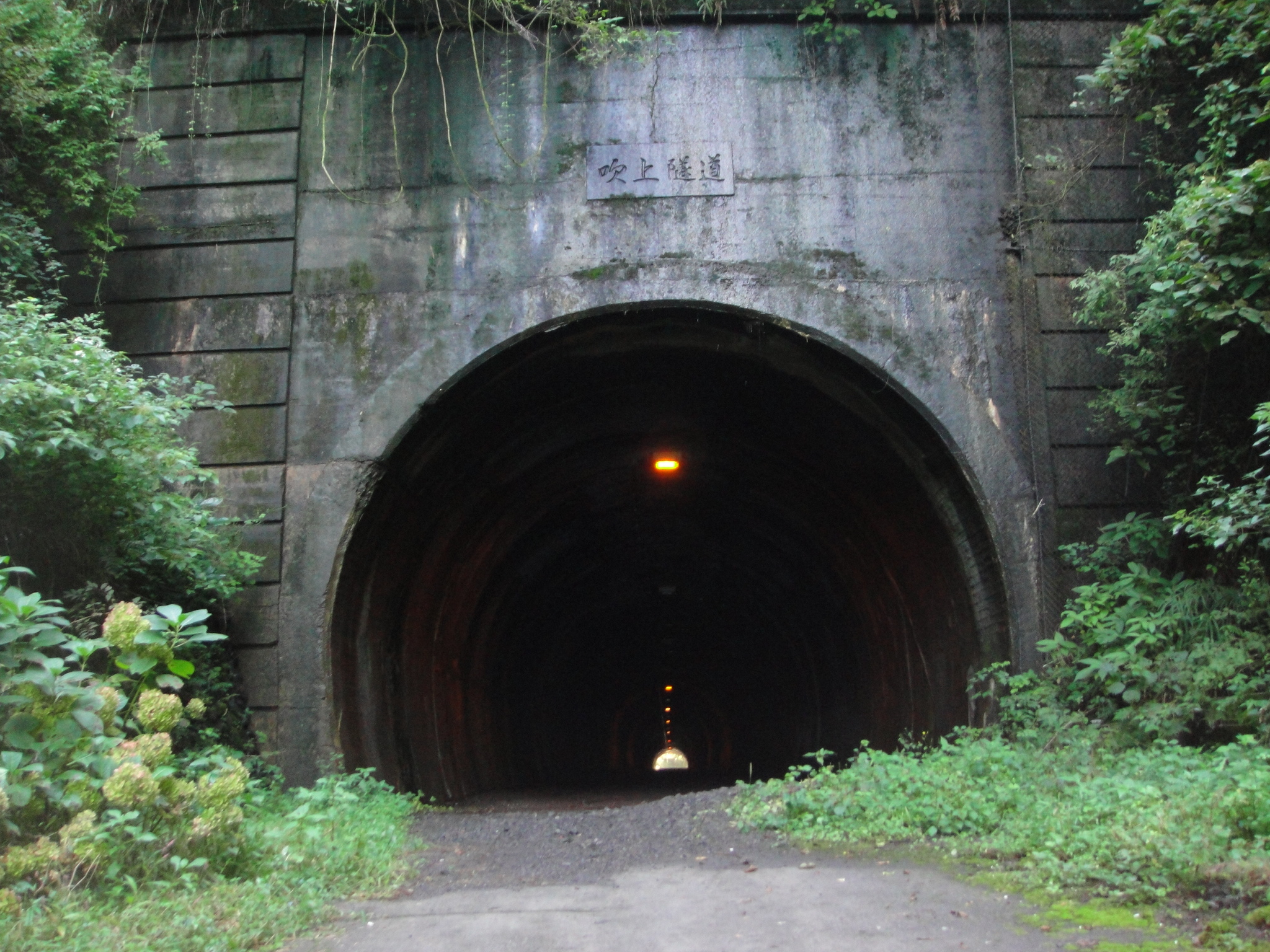
道路トンネルの例（旧吹上トンネル）。両端の出口を低くする逆 V 字型の勾配になっており、自然排水が可能になっている。

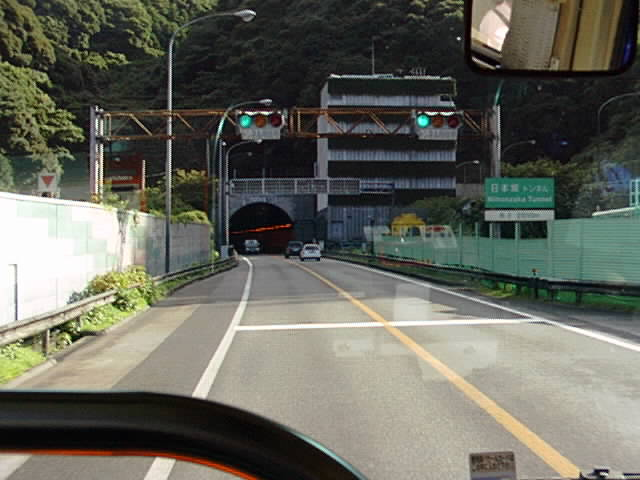
道路トンネルの例（日本坂トンネル）。大規模火災事故（日本坂トンネル火災事故）発生の歴史があり、入り口に信号機を設けている

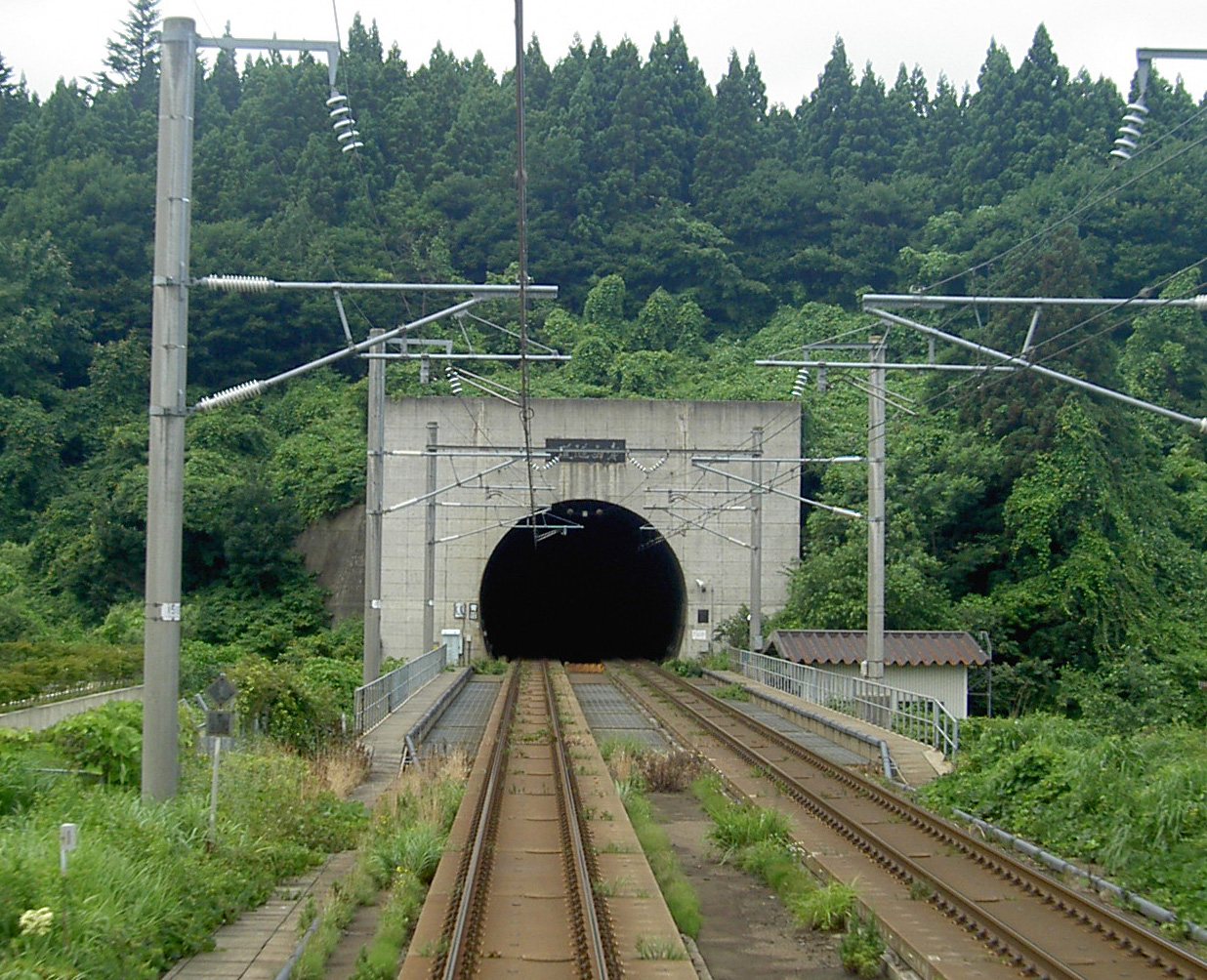
鉄道トンネルの例（青函トンネル）

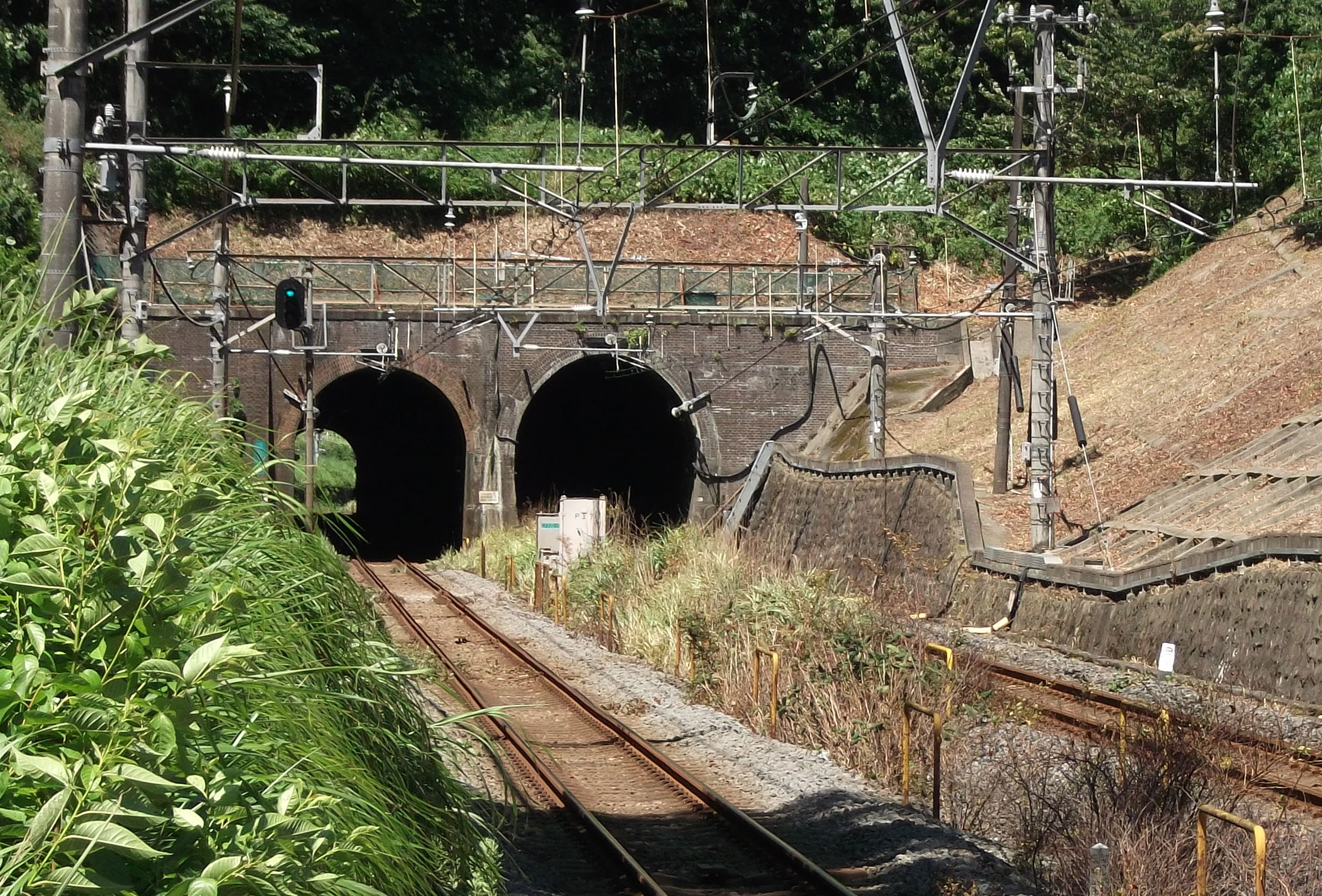
現役としては日本最古の鉄道トンネル「清水谷戸トンネル」（左側）。神奈川県横浜市戸塚区品濃町側（横須賀線東戸塚駅近辺）

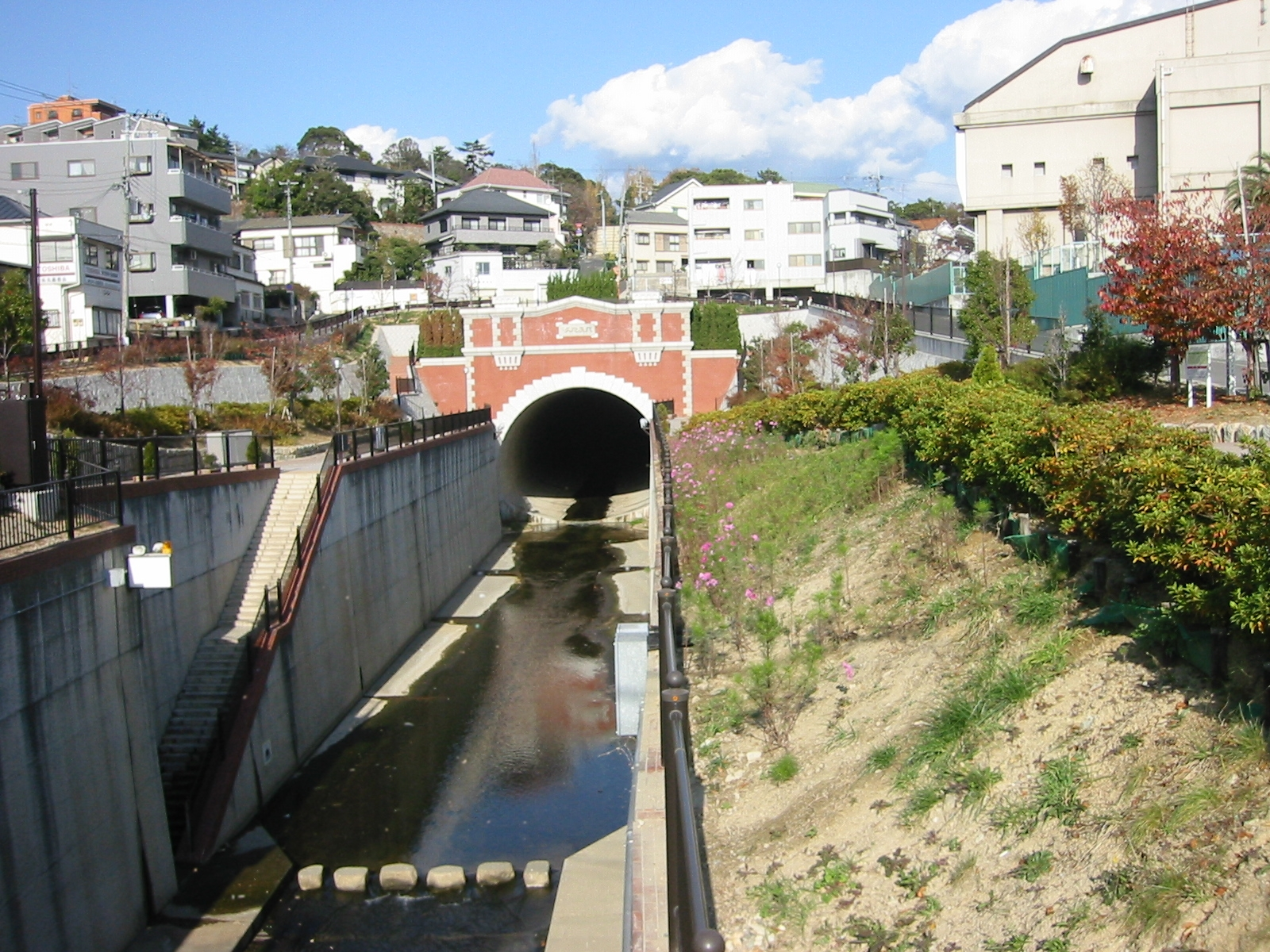
河川トンネルの例（新湊川）

用途別では、道路や鉄道の交通用トンネルの他に、灌漑や水力発電用の水路トンネルや、鉱山の坑道もトンネルの一種に数えられ、大都市で建設される共同溝や地下街、地下駐車場、地下鉄も広義のトンネルとされる。場所や工法による分類では、山岳トンネル（山岳工法）、シールドトンネル（シールド工法）、都市トンネル、開削トンネル（開削工法）、沈埋（ちんまい）トンネル（沈埋工法）など様々な形態がある。

### 場所による分類

#### 山岳トンネル
山を貫通するように掘られたトンネル。トンネル中央部を高く、両端の出口を低くする逆V字型の勾配（拝み勾配）とすることで自然排水が可能である。ただし、立地条件などから片勾配となっているものも少なくないが、これでも自然排水は可能である。

#### 都市トンネル
都市の建造物の中や地下を通るトンネル。首都高速道路に於けるトンネルのほとんどや地下鉄の多くはこれである。滑走路等を避けて空港の地下を通るトンネルもある。傾斜は周囲の構造物などによって大きく異なる。

#### 水底トンネル
川底や海底に掘られたトンネル。構造的に中央部が低くなるため、排水を機械的に行う必要がある。

#### 水中トンネル
例えば水族館の水槽の中などに作られた観賞用の通路で、アクリル樹脂などで透明になっていてトンネルの外の水中を眺められる構造になっている。

### 用途による分類

#### 道路トンネル

##### 自動車用
自動車用の長大トンネルには大規模な換気設備や、非常ボタン・消火設備・非常電話・非常停車帯・避難用トンネル（避難坑）などの防災設備が設置されている。また、日本においては、道路法で長さ5,000m以上並びに水底・水際の道路トンネルは危険防止のため、危険物積載車通行が禁止されている。
最近建設されるトンネルは車同士のすれ違いが出来るよう、2車線確保できる断面積にする場合が多い。2車線未満のトンネルは一方通行や片側交互通行、車両幅制限、大型車の通行規制などで対応する場合がある。
高速道路や主要道路を中心に、ラジオの再送信を行っているケースもある。なお、トンネル内で交通事故や火災などが発生した場合、全ての放送局の再送信を休止して、緊急時の正しい行動を周知する放送を流す。これは、再送信している全ての周波数で同じものが流れる。
トンネルの入口手前に一般道路・高速道路問わず、信号機を設置している場合がある（写真参照）。また、高速道路ではトンネルの長さなどに関係なく必ず全てのトンネルの入口にトンネル情報表示器が設置される。長大トンネルではトンネル内にも設置される。

##### 歩行者用
自動車用のトンネルにおいて歩道が設置されている場合、排気ガス対策から自動車用のトンネルとは別に併行してトンネルが設置されている場合がある。関門トンネルでは、人道用と車道用とが2層になっている。
また、歩行者専用に地下道が設置されている場合、道路や鉄道を立体的に横断するために地下横断歩道が設置されている場合がある。

#### 鉄道トンネル
鉄道用のトンネル。鉄道トンネルでは特に、単線のものを単線トンネル、複線のものを複線トンネルと呼ぶことが多い。換気が困難な長大トンネルや、特に列車運転頻度の高い線区のトンネルは早く（蒸気機関車が一般的であった時代）から電化されている。
また、鉄道は勾配に弱いため、山の斜面を標高の低いところから掘り進んで建設する必要に迫られることから、全般的にみて道路トンネルよりも長大なものが多い。
電化を前提としていない古くからある鉄道トンネルでは、電化の際に建築限界の小ささから通過できる車両に制限がかかったり（中央本線、予讃線など）、架線などの必要なスペースが取れないため、問題となる（播但線の場合、姫路駅 - 寺前駅間は電化されたが、寺前駅 - 和田山駅間にあるトンネルは断面が小さすぎるため、同区間の電化を見送った）。
道路トンネルとは異なり、既存トンネルの改造(単線断面トンネルの複線断面への拡幅やトンネル自体の掘り直し)は長期間の運休が伴うため、その解決策として、断面積の大きい新トンネルを掘削し、旧トンネルを廃止したり（常磐線、赤穂線、呉線など）、複線化の際に新たな単線トンネルを掘削し、路盤を下げるなどで旧トンネルを改良し、単線トンネルを2本並べた形にする方法（山陽本線、東北本線など）がある。
また、複線化と電化を同時に行い、新線に複線トンネルを新設する場合も多い（北陸本線の北陸トンネル〔現在はハピラインふくい線〕・頸城トンネル〔現在は日本海ひすいライン〕や函館本線の神居トンネル）。
なお、鉄道車両の高速化に伴い、特に新幹線でトンネル微気圧波などが問題となったため、トンネルの出入口付近に、少しでも圧力変化を穏やかにするための構造を設けている場合もある。

#### 水路トンネル
水路用のトンネル。
運河において、山を避けてトンネルを掘り、船舶の航行が可能なトンネルがある（例：イギリスのバーミンガム近くのネザートン・トンネル）。河川では洪水を避けるためなどに掘削された河川トンネルがある。用水路では暗渠も参照。
また、下水道についてもトンネルが用いられる。下水処理場そのものをトンネルに設置した例もある。

#### 貯蔵用トンネル
大量のワインの貯蔵には地下の倉（ワインカーヴ）が用いられる。この地下蔵を掘るにもトンネル掘削技術が用いられるが、一方、廃道となったトンネルをワイン貯蔵用に再利用する場所もある。

#### 栽培用トンネル
キノコ等の菌類の栽培には湿度が要るが、日光が不要などの状況があり、廃道となったトンネルを転用している場所もある。

## 断面・形態
山岳トンネルは多くが馬蹄型又は卵型の開口部を持つ。ニワトリの卵が縦方向の衝撃・圧力に強い構造であるように、このようなアーチを構成することによって山から受ける圧力に耐える構造としている。この種のトンネルが並列したものを特にメガネトンネルと称する。
シールドマシンによって掘削されたトンネルは基本的に断面が真円であるが、シールドマシンの発展に伴い、長方形や馬蹄形などにも掘削できるようになった。道路トンネルの場合、上部に換気路・中央部に道路本体・下部に電気回路や排水路を設ける。
開削トンネルや沈埋トンネルは断面が箱形である。

## 本坑と先進坑
トンネル掘削の際、本坑と呼ばれる主となるトンネルに並行して、先進坑（先進導坑）と呼ばれる断面積の小さいトンネルを掘削することがある。先進坑は本坑に先行して掘削を行い、工事中は本坑を掘削する際の地質把握や水抜きとして、開通後は緊急時の避難ルート（避難坑）や保守通路として、それぞれ役割を持つ。
在来工法では文字通り「先進」として小断面にて導坑を掘り、それを切り広げて本坑を掘削する。支保を行いながらの掘削で1本（底設導坑：下半部の真中）あるいは2本（側壁導坑：下半部の両壁）の導坑をまず掘削し、その後トンネルの上半部を掘削、導坑の支保を取り除きながらの下半部の掘削となる。

## 換気装置

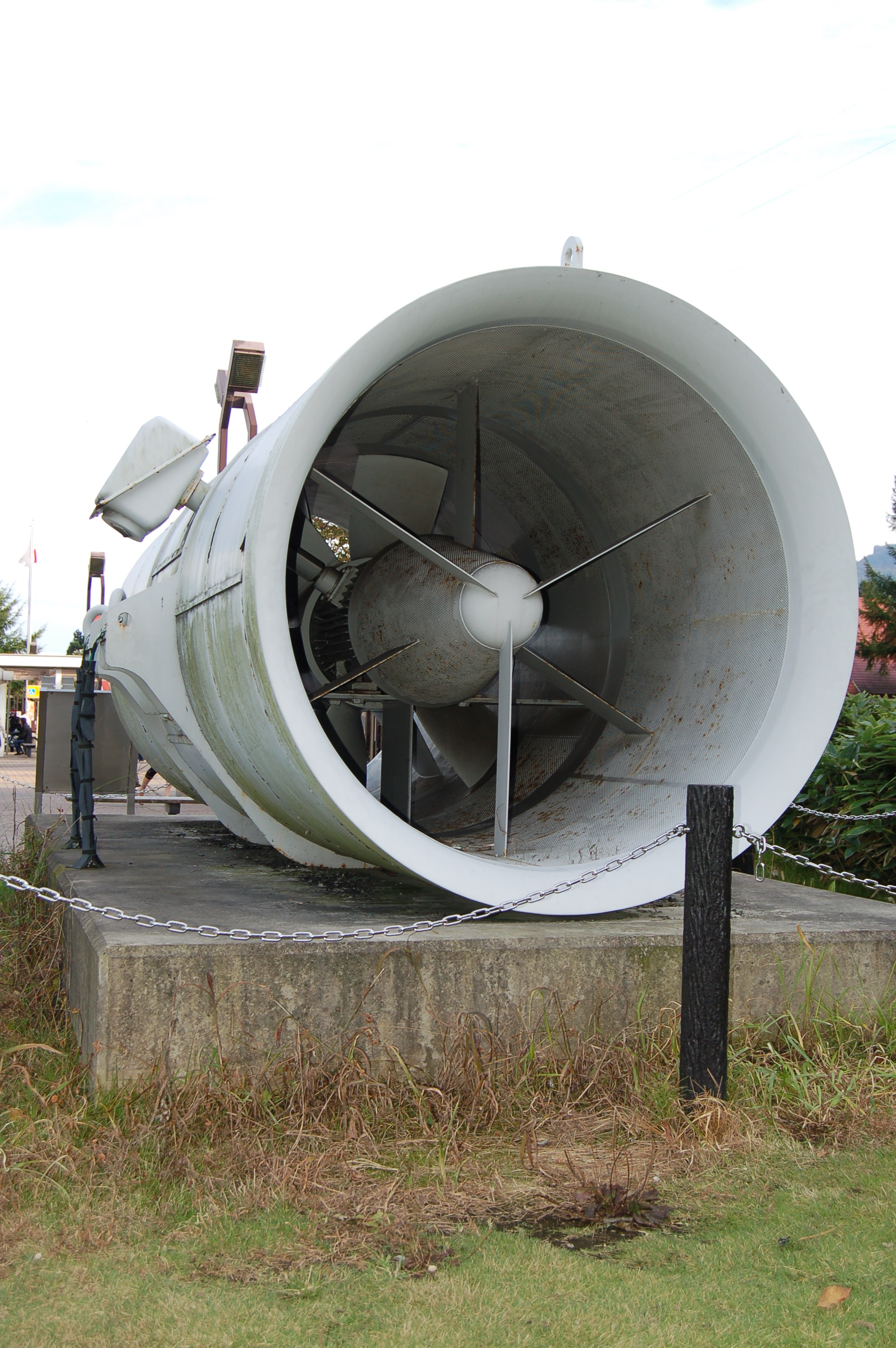
ジェットファン（上信越自動車道下り線横川SAに展示）

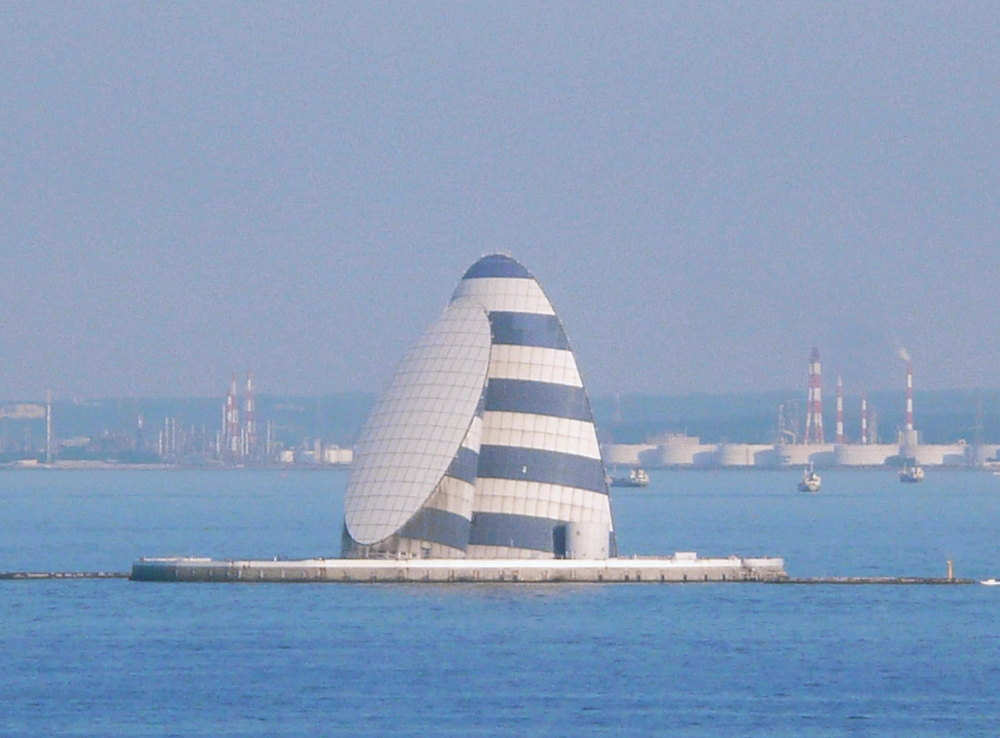
風の塔（川崎人工島）はアクアトンネルの換気口である

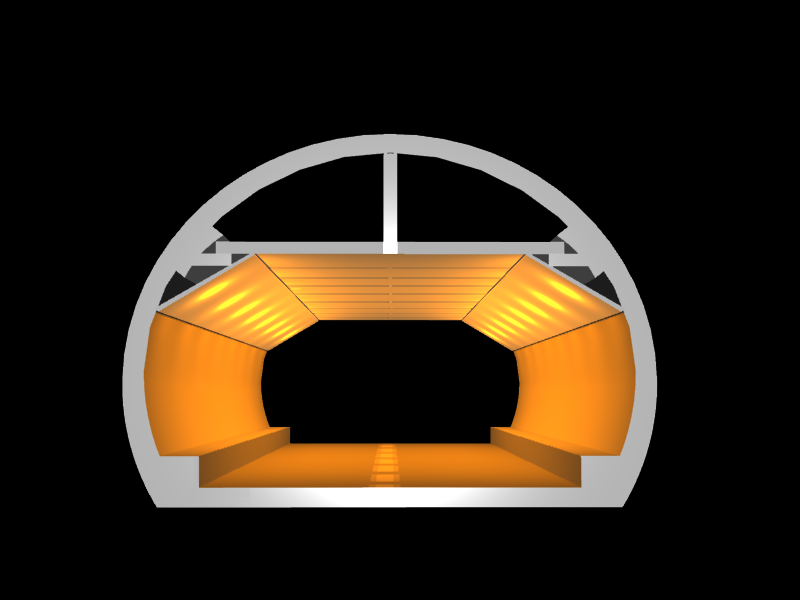
横流換気方式の断面図（中央自動車道笹子トンネルのモデル図）

前述の通り、特に道路トンネル内部は排気がこもりやすい構造となりがちであることから、道路トンネルの設計においては換気装置の検討が重要となってくる。
トンネル内の換気方法としては、自動車交通により発生する空気の流れ（交通換気）やトンネルそのものを抜ける風（自然風）を利用して換気を行う「自然換気方式」と、何らかの機械設備を用いて強制的に換気を行う「機械換気方式」の2つに大分される。自然換気方式は特別な装置が不要な一方で、適用可能な長さや交通量に制限が生ずる方式であり、一定以上の規模のトンネルにおいては機械換気方式が採用されることが多い。
機械換気方式には、主に以下のような3種類が挙げられる。
縦流換気方式
トンネル天井にジェットファンと呼ばれる大型の送風機をぶら下げたり、送風機の機能を持つ換気口を設けるなどして縦断方向の空気の流れを強制的に作り、トンネルの坑口または中間部から排気を排出すると同時に、外部から直接トンネル内部に新鮮な空気を送り込む方法。
交通換気力を有効に活用する方法で、換気ダクトが不要なためトンネル断面を小さくできることから機械換気方式の中ではコスト面で最も有利な方式である。ただし、交通量が少なかったり、逆に交通量が増えすぎて旅行速度が低下すると交通換気力が低下して十分な換気が困難になる。また自然風の変動を受けやすい方式でもある。
自動車排出ガス規制の強化に伴い、長大トンネルであっても強力な換気機能を備える必要がなくなりつつあることから、後述の横流換気方式から切り替えられるケースがある。
半横換気方式
トンネルの一部を仕切って「換気ダクト」とし、新鮮な空気をトンネルの坑口などに設けた吸気口から換気ダクトを通じて車道内に一様に供給し、排出ガスを新鮮な空気によって坑口から押し出す方法。
トンネルポータル（坑口）の上部に天井板を設けて、天井板で区切られたスペースを換気ダクトとすることも多いが、シールドトンネルの場合はデッドスペースとなる道路の下にダクトを通す事が多い。また、鋼製のダクトをトンネル内に配管させるケースもある。
新鮮な空気の供給に関しては交通量や自然風に影響されない換気方式であるが、換気ダクトや換気装置を必要とするためコスト面では不利となる。また、換気風は坑口に向かって大きくなるため、適用延長に限界がある。
横流換気方式
半横換気方式と同様にトンネルの一部を仕切って「換気ダクト」のスペースを設け、さらにこれを「排気ダクト」と「送気ダクト」に分割し、新鮮な空気を送気ダクトを通じて車道内に供給すると共に、排気ダクトを通じて排気ガスを強制的に排出する方法。
トンネルポータルの上部に天井板を設けて、天井板の上部に隔壁を設けて排気ダクトと送気ダクトとして確保することも多いが、シールドトンネルの場合はデッドスペースとなる道路の下にダクトを通す事が多い。山手トンネル（首都高速道路）でも横流換気方式を採用しているが、シールド工法区間では道路下にダクトを通しており、天井板はついていない。
送気用と排気用に換気装置がそれぞれ別に必要となることからコスト面では最も不利な方法であるが、トンネル内の縦断方向に換気風を起こす必要がなく、トンネル延長や交通量、自然風に影響されないため、最も安定した換気方式と言える。
かつては長大トンネルに多く採用されていたが、天井板が存在することの圧迫感や、ジェットファンの性能向上等もあって近年では少数派になりつつあった。更に2012年12月に笹子トンネル天井板落下事故が発生、老朽化した天井板の危険性が指摘される様になったことから、全国において天井板の撤去、縦流換気方式への転換が進んだ。しかしながら機能的に撤去不能なトンネルや、撤去を見合わせるトンネルも少数ある。
なお、海底トンネルなどではこれらの方式を組み合わせた換気方式も見られる。
鉄道トンネルにおいても、走行時に高温の煤煙と蒸気を放出する石炭焚きの蒸気機関車が動力車として使用されていた時代には、トンネル内換気や排煙の誘導が重要な問題となっていた。このため、長大トンネル区間においてはトンネル天井から垂直に地上部まで縦坑を掘って排煙を促進する、トンネル両端の坑口部に強制換気ファンを設置する、列車通過後に遮断幕を下ろして煤煙が後方へ流れにくくする、など、様々な対策が講じられた。
もっとも、それでも勾配区間の長大トンネルでは北陸線柳ヶ瀬トンネル窒息事故のように機関車動輪に空転が発生し列車の運行速度が低下あるいは停止した際にまとわりついた煤煙が原因で乗務員や乗客が窒息する事故が少なからず発生した。
これは特に小断面の長大トンネルを含む区間で積極的に電化工事やトンネルの改築工事、あるいは線路付け替えによる改良工事が実施され、また、ディーゼル機関車の導入が他より優先的に実施される一因となった。なお先に触れた柳ヶ瀬トンネル内での事故により殉職者を出していた敦賀機関区においては、トンネル内における蒸気機関車の排煙の流れを制御し乗務員が窒息する危険性を軽減するための集煙装置と呼ばれる装置が1951年に開発されている。

## 記録を持つトンネル

### 最長・最短
- 世界最長のトンネルは、ニューヨーク市へ続く水道トンネル、キャッツキルアケダクトで、全長 147.2 km。[要出典]
- 人間が往来するトンネルとして世界最長のものは、スイスの鉄道トンネルであるゴッタルドベーストンネルで、全長57.1 km
- 世界最長の海底鉄道トンネルは、青函トンネルで、全長 53.85 km、海底部長 23.3 km。
- 世界最長の海底道路トンネルは、東京湾アクアトンネルで、全長 9.6 km[22]。
- 海底部が世界最長の鉄道トンネルは、英仏海峡トンネルで、全長 50.49 km、海底部長 37.9 km。
- 世界最長の狭軌鉄道の山岳トンネルは、スイスのフェライナトンネルで、全長 19.0 km。
- 日本最長の狭軌鉄道の山岳トンネルおよび日本の私鉄で最長のトンネルは、ハピラインふくい線の北陸トンネルで、全長 13.87 km。
- 日本最長の連続した地下鉄トンネルは、都営地下鉄大江戸線で、光が丘 - 都庁前 - 大門 - 両国 - 都庁前の全線が該当し、 40.7 km。
- 日本のJRで最長の狭軌鉄道単線トンネルは、上越線の新清水トンネルで、全長13,490 m。
- 世界最長の道路トンネルは、ノルウェーのラルダールトンネルで、全長 24,510 m。
- 日本最長の道路トンネルは、首都高速中央環状線にある山手トンネルで、全長 18,200 m。
- 日本最短の鉄道トンネルは、呉線の川尻トンネルで、全長8.7 m。

### 総数・総延長
世界で最もトンネルが多い国は中国で、約8,600個所、総延長約 4,375 km となっている（2004年）。うち、鉄道トンネルは6,876個所、総延長約 3,670 km で世界一、道路トンネルは1,972個所、総延長約 835 km となっている。

## 主なトンネル
地下鉄や水道のトンネルも含めたリスト（日本国内、国外を含む）としては延長別トンネルの一覧を参照。

### 鉄道トンネル

#### 日本国内
| トンネル           | 事業者             | 線区                                  | 全長 (m) | 備考                                                                                |
| ------------------ | ------------------ | ------------------------------------- | -------- | ----------------------------------------------------------------------------------- |
| 新登川トンネル     | JR北海道           | 石勝線                                | 5,825    |                                                                                     |
| 新狩勝トンネル     | JR北海道           | 根室本線                              | 5,790    |                                                                                     |
| 青函トンネル       | JR北海道           | 海峡線、北海道新幹線                  | 53,850   | 日本最長の鉄道トンネル。このトンネルを含む区間は三線軌条になっている                |
| 津軽トンネル       | JR北海道           | 海峡線                                | 5,880    |                                                                                     |
| 八甲田トンネル     | JR東日本           | 東北新幹線                            | 26,455   |                                                                                     |
| 岩手一戸トンネル   | JR東日本           | 東北新幹線                            | 25,808   |                                                                                     |
| 福島トンネル       | JR東日本           | 東北新幹線                            | 11,705   |                                                                                     |
| 蔵王トンネル       | JR東日本           | 東北新幹線                            | 11,215   |                                                                                     |
| 清水トンネル       | JR東日本           | 上越線（上り）                        | 9,702    |                                                                                     |
| 新清水トンネル     | JR東日本           | 上越線（下り）                        | 13,490   | JRグループの在来線のトンネルとしては日本最長                                        |
| 大清水トンネル     | JR東日本           | 上越新幹線                            | 22,221   |                                                                                     |
| 榛名トンネル       | JR東日本           | 上越新幹線                            | 15,350   |                                                                                     |
| 中山トンネル       | JR東日本           | 上越新幹線                            | 14,857   |                                                                                     |
| 魚沼トンネル       | JR東日本           | 上越新幹線                            | 8,625    |                                                                                     |
| 飯山トンネル       | JR東日本           | 北陸新幹線                            | 22,225   |                                                                                     |
| 六十里越トンネル   | JR東日本           | 只見線                                | 6,359    |                                                                                     |
| 仙山トンネル       | JR東日本           | 仙山線                                | 5,361    |                                                                                     |
| 仙台トンネル       | JR東日本           | 仙石線                                | 3,530.5  | 地下区間（広義の地下鉄）                                                            |
| 仙岩トンネル       | JR東日本           | （秋田新幹線）、田沢湖線              | 3,915    |                                                                                     |
| 東京トンネル       | JR東日本           | 横須賀線（所属は東海道本線） 総武本線 | 9,532    | 地下区間（広義の地下鉄）                                                            |
| 笹子トンネル       | JR東日本           | 中央本線                              | 4,670    | 下りの長さ。上りは4,656 m                                                           |
| 塩嶺トンネル       | JR東日本           | 中央本線                              | 5,994    |                                                                                     |
| 丹那トンネル       | JR東海             | 東海道本線                            | 7,841    | 熱海側の一部区間はJR東日本に属する                                                  |
| 新丹那トンネル     | JR東海             | 東海道新幹線                          | 7,959    |                                                                                     |
| 日本坂トンネル     | JR東海             | 東海道新幹線                          | 2,174    |                                                                                     |
| 大原トンネル       | JR東海             | 飯田線                                | 5,063    |                                                                                     |
| 北陸トンネル       | ハピラインふくい   | ハピラインふくい線                    | 13,870   | JRグループ以外の鉄道トンネルとしては日本最長。                                      |
| 頸城トンネル       | えちごトキめき鉄道 | 日本海ひすいライン                    | 11,353   |                                                                                     |
| 新逢坂山トンネル   | JR西日本           | 東海道本線                            | 2,335    | 複々線のトンネルとしては日本最長 複々線の山岳トンネルはほかには東山トンネルしかない |
| 六甲トンネル       | JR西日本           | 山陽新幹線                            | 16,250   |                                                                                     |
| 安芸トンネル       | JR西日本           | 山陽新幹線                            | 13,000   |                                                                                     |
| 川尻トンネル       | JR西日本           | 呉線                                  | 8.7      | 日本一短い鉄道トンネル                                                              |
| 新関門トンネル     | JR西日本           | 山陽新幹線                            | 18,713   |                                                                                     |
| 犬寄トンネル       | JR四国             | 予讃線                                | 6,012    | 四国の中では最長のトンネル                                                          |
| 大歩危トンネル     | JR四国             | 土讃線                                | 4,179    |                                                                                     |
| 関門トンネル       | JR九州             | 山陽本線                              | 3,614    | 下りの長さ。上りは3,604 m。                                                         |
| 篠栗トンネル       | JR九州             | 福北ゆたか線                          | 4,550    |                                                                                     |
| 第三紫尾山トンネル | JR九州             | 九州新幹線                            | 9,987    |                                                                                     |
| 長崎トンネル       | JR九州             | 長崎本線                              | 6,173    |                                                                                     |
| 真崎トンネル       | 三陸鉄道           | リアス線                              | 6,532    | 非電化の区間では日本最長                                                            |
| 赤倉トンネル       | 北越急行           | ほくほく線                            | 10,472   |                                                                                     |
| 鍋立山トンネル     | 北越急行           | ほくほく線                            | 9,130    | 土木史上稀に見る難工事                                                              |
| 薬師峠トンネル     | 北越急行           | ほくほく線                            | 6,199    |                                                                                     |
| 霧ヶ岳トンネル     | 北越急行           | ほくほく線                            | 3,727    |                                                                                     |
| 第一飯室トンネル   | 北越急行           | ほくほく線                            | 3,279    |                                                                                     |
| 北神トンネル       | 神戸市営地下鉄     | 北神線                                | 7,276    | 国鉄・JRに由来しない鉄道の山岳トンネルでは最長                                      |
| 新青山トンネル     | 近鉄               | 近鉄大阪線                            | 5,652    | 大手私鉄の山岳トンネルでは最長                                                      |
| 新生駒トンネル     | 近鉄               | 近鉄奈良線                            | 3,494    | （旧）生駒トンネルは3,388 m                                                         |
| 生駒トンネル       | 近鉄               | 近鉄けいはんな線                      | 4,737    |                                                                                     |
| 新紀見トンネル     | 南海電気鉄道       | 南海高野線                            | 1,853    | 紀見トンネル（上り線）は1915年開通の1,562 m                                         |
| 谷津トンネル       | 伊豆急行           | 伊豆急行線                            | 2,796    |                                                                                     |
| 正丸トンネル       | 西武鉄道           | 西武秩父線                            | 4,811    |                                                                                     |

#### 日本以外
| トンネル                     | 国／事業者                                          | 線区           | 全長     | 備考                         |
| ---------------------------- | --------------------------------------------------- | -------------- | -------- | ---------------------------- |
| 英仏海峡トンネル             | フランス - イギリス間ドーバー海峡                   |                | 50.49 km |                              |
| 烏鞘嶺トンネル               | 中国／中国国鉄                                      | 蘭新線         | 20.5 km  |                              |
| シンプロントンネル           | スイス - イタリア国境／スイス連邦鉄道（スイス国鉄） |                | 19.8 km  |                              |
| 新フルカトンネル             | スイス／マッターホルン・ゴッタルド鉄道              |                | 15.4 km  |                              |
| 新観音トンネル               | 台湾／台湾鉄路管理局                                | 北廻線         | 10.3 km  |                              |
| レッチュベルクベーストンネル | スイス／BLS                                         |                | 34.6 km  |                              |
| オーレスン・リンク           | デンマーク - スウェーデン間エーレスンド海峡         |                | 4.05 km  |                              |
| グレートベルト・リンク       | デンマーク大ベルト海峡                              |                | 8.024 km |                              |
| ゴッタルドベーストンネル     | スイス／スイス国鉄                                  |                | 57.09 km | 現在は世界最長の鉄道トンネル |
| 栗峴トンネル                 | 韓国／SR                                            | 水西平沢高速線 | 50.3 km  |                              |

### 道路トンネル

#### 日本国内
| トンネル                         | 所属する道路                        | 所在地                                      | 長さ                                                                    | 備考 |
| -------------------------------- | ----------------------------------- | ------------------------------------------- | ----------------------------------------------------------------------- | --- |
| 天城トンネル （天城山隧道）      | 旧国道414号                         | 静岡県伊豆市 静岡県賀茂郡河津町             | 445.5 m                                                                 | 重要文化財（道路トンネルでは初） |
| 関越トンネル                     | E17 関越自動車道                    | 群馬県利根郡みなかみ町 新潟県南魚沼郡湯沢町 | 下り10,926 m 上り11,055 m                                               | 道路トンネルでは日本第2位 |
| 青梅トンネル                     | C4 首都圏中央連絡自動車道           | 東京都羽村市 東京都青梅市                   | 2,094 m                                                                 | 国内初 の2層構造で4車線を構成し、掘削断面積でも国内最大級の規模                                                                                                  |
| 山手トンネル                     | 首都高速道路中央環状線              | 東京都 （高松入口 - 大井JCT間）             | 18,200 m                                                                | 道路トンネルでは国内最長 |
| 飛驒トンネル                     | E41 東海北陸自動車道                | 岐阜県飛騨市 岐阜県大野郡白川村             | 10,712 m                                                                | 道路トンネルとして日本第3位 |
| 小仏トンネル                     | E20 中央自動車道                    | 東京都八王子市 神奈川県相模原市緑区         | 下り1,642 m 上り2,002 m                                                 | 渋滞の名所 |
| 笹子トンネル                     | E20 中央自動車道                    | 山梨県大月市 山梨県甲州市                   | 下り4,717 m 上り4,784 m                                                 | 2012年12月、「笹子トンネル天井板落下事故」発生 |
| 新笹子隧道                       | 国道20号                            | 山梨県大月市 山梨県甲州市                   | 2,953 m                                                                 | |
| 小鳥トンネル                     | E67 中部縦貫自動車道                | 岐阜県高山市                                | 4,346 m                                                                 | |
| 権兵衛トンネル                   | 国道361号                           | 長野県塩尻市 長野県上伊那郡南箕輪村         | 4,467 m                                                                 | |
| タラガトンネル                   | 国道256号                           | 岐阜県郡上市 岐阜県関市                     | 4,571 m                                                                 | |
| 猪臥山トンネル                   | 岐阜県道90号古川清見線              | 岐阜県高山市                                | 4,475 m                                                                 | 都道府県道にあるトンネルでは日本最長 |
| 冠山トンネル                     | 国道417号                           | 岐阜県揖斐郡揖斐川町 福井県今立郡池田町     | 4,834 m                                                                 | |
| 大和トンネル                     | E1 東名高速道路                     | 神奈川県大和市                              | 280 m                                                                   | 渋滞の名所 |
| 関門トンネル                     | 国道2号                             | 山口県下関市 福岡県北九州市門司区           | 3,461 m                                                                 | 世界初の海底道路トンネル |
| 日本坂トンネル                   | E1 東名高速道路                     | 静岡県静岡市駿河区 静岡県焼津市             | 下り2,555 m 上り（左）2,378 m 上り（右）2,371 m                         | 1998年に新下り線トンネル開通 旧下り線トンネルは上り線右ルートに転用                                                                                              |
| 新日本坂トンネル                 | 国道150号                           | 静岡県静岡市駿河区 静岡県焼津市             | 下り2,207 m 上り3,104 m                                                 | 無料通行の片側2車線トンネルでは日本最長 |
| 樽峠トンネル                     | E52 中部横断自動車道                | 静岡県静岡市清水区 山梨県南巨摩郡南部町     | 4,999 m                                                                 | 危険物積載車が通行可能なトンネルでは日本一 |
| 恵那山トンネル                   | E19 中央自動車道                    | 長野県下伊那郡阿智村 岐阜県中津川市         | 下り8,489 m 上り8,649 m                                                 | 道路トンネルでは日本第5位 |
| 肥後トンネル                     | E3 九州自動車道                     | 熊本県八代市 熊本県球磨郡山江村             | 下り6,340 m 上り6,331 m                                                 | |
| 加久藤トンネル                   | E3 九州自動車道                     | 熊本県人吉市 宮崎県えびの市                 | 下り6,264 m 上り6,255 m                                                 | |
| 加久藤トンネル                   | 国道221号                           | 熊本県人吉市 宮崎県えびの市                 | 約1,800 m                                                               | |
| 雁坂トンネル                     | 国道140号                           | 埼玉県秩父市 山梨県山梨市                   | 6,625 m                                                                 | 一般国道では東京湾アクアトンネルに次ぐ日本第2位 |
| アクアトンネル                   | CA 東京湾アクアライン               | 神奈川県川崎市川崎区 千葉県木更津市         | 9,607 m                                                                 | 海底道路トンネルでは世界最長、道路トンネルでは日本第4位。 |
| 新神戸トンネル 第2新神戸トンネル | 神戸市道生田川箕谷線                | 兵庫県神戸市中央区 兵庫県神戸市北区         | 北行7.9 km 南行8.1 km                                                   | 市町村道にあるトンネルでは日本最長 |
| 天王山トンネル                   | E1 名神高速道路                     | 京都府乙訓郡大山崎町 大阪府三島郡島本町     | 下り（左）1,440 m 下り（右）1,488 m 上り（左）2,010 m 上り（右）1,718 m | |
| 鈴鹿トンネル                     | E1A 新名神高速道路                  | 三重県亀山市 滋賀県甲賀市                   | 下り3,959 m 上り4,005 m                                                 | |
| 敦賀トンネル                     | E8 北陸自動車道                     | 福井県南条郡南越前町 福井県敦賀市           | 下り2,925 m 上り3,225 m                                                 | |
| 子不知トンネル                   | E8 北陸自動車道                     | 新潟県糸魚川市                              | 下り4,563 m 上り4,557 m                                                 | |
| 八風山トンネル                   | E18 上信越自動車道                  | 群馬県甘楽郡下仁田町 長野県佐久市           | 下り4,471 m 上り3,998 m                                                 | |
| 安房トンネル                     | E67 中部縦貫自動車道                | 長野県松本市 岐阜県高山市                   | 4,370 m                                                                 | 世界で唯一の活火山を貫通して建設されたトンネル。 |
| 関電トンネル （大町トンネル）    | 関西電力 （立山黒部アルペンルート） | 長野県大町市 富山県中新川郡立山町           | 5430.6 m                                                                | 一般車両の通行は不可 専用の電気バスとダム工事関係車両専用 |
| 寒風山トンネル                   | 国道194号                           | 高知県吾川郡いの町 愛媛県西条市             | 5,432 m                                                                 | 四国最長 無料で通行できる一般国道トンネル、自転車や徒歩で通行できるトンネルとしては最長。                                                                        |
| 三頭トンネル                     | 国道438号                           | 徳島県美馬市 香川県仲多度郡まんのう町       | 2,648 m                                                                 | |
| 笹ヶ峰トンネル                   | E32 高知自動車道                    | 高知県長岡郡大豊町 愛媛県四国中央市         | 4,307 m                                                                 | 四国の高速道路で最長 |
| 阪奈トンネル                     | E92 第二阪奈有料道路                | 大阪府東大阪市 奈良県生駒市                 | 5,578 m                                                                 | |
| 箕面トンネル                     | 箕面有料道路                        | 大阪府箕面市                                | 5,623 m                                                                 | |
| 箕面トンネル                     | E1A 新名神高速道路                  | 大阪府茨木市 大阪府箕面市                   | 下り4,982 m 上り4,997 m                                                 | |
| 紀見トンネル                     | 国道371号（元国道170号）            | 大阪府河内長野市 和歌山県橋本市             | 1,453 m                                                                 | |
| 新天辻トンネル                   | 国道168号                           | 奈良県五條市                                | 1,174 m                                                                 | |
| 伯母峰トンネル                   | 国道169号                           | 奈良県吉野郡川上村 奈良県吉野郡上北山村     | 1,964 m                                                                 | |
| 川合トンネル                     | 国道309号                           |                                             | 2,751 m                                                                 | |
| 水越トンネル                     | 国道309号                           |                                             | 2,370 m                                                                 | |
| 矢筈トンネル                     | E69 三遠南信自動車道                | 長野県                                      | 4,176 m                                                                 | |
| 新仙人トンネル                   | E46 仙人峠道路                      | 岩手県釜石市、気仙郡住田町                  | 4,492 m                                                                 | |
| みちのくトンネル                 | E4A みちのく有料道路                |                                             | 3,178 m                                                                 | |
| 坂梨トンネル                     | E4 東北自動車道                     | 秋田県鹿角郡小坂町 青森県平川市             | 4,265 m                                                                 | |
| 早坂トンネル                     | 国道455号                           | 岩手県                                      | 3,115 m                                                                 | |
| 福島トンネル                     | E4 東北自動車道                     | 福島県福島市                                | 下り909 m 上り880 m                                                     | |
| 笹谷トンネル                     | E48 山形自動車道                    | 宮城県柴田郡川崎町 山形県山形市             | 下り3,286 m 上り3,411 m                                                 | |
| 仙秋鬼首トンネル                 | 国道108号                           | 宮城県大崎市 秋田県湯沢市                   | 3,527 m                                                                 | |
| 大峠トンネル                     | 国道121号                           | 福島県喜多方市 山形県米沢市                 | 3,940 m                                                                 | |
| 境目トンネル                     | 国道192号                           | 愛媛県四国中央市 徳島県三好市               | 855 m                                                                   | |
| 新境目トンネル                   | E32 徳島自動車道                    | 徳島県三好市 愛媛県四国中央市               | 2,794 m                                                                 | |
| 大坂トンネル                     | E11 高松自動車道                    |                                             | 2,032 m                                                                 | |
| 地芳トンネル                     | 国道440号                           | 愛媛県上浮穴郡久万高原町 高知県高岡郡檮原町 | 2,983.5 m                                                               | |
| 倉羅トンネル                     | 国道193号                           |                                             | 2,700 m（予定）                                                         | 建設中 |
| 梅香トンネル                     | 国道349号                           | 茨城県水戸市                                | 607 m                                                                   | |
| オランダ坂トンネル               | E34 ながさき出島道路                |                                             | 2,923 m                                                                 | |
| 六十里越トンネル                 | 国道252号                           | 新潟県魚沼市 福島県南会津郡只見町           | 788.5 m                                                                 | |
| 甲子トンネル                     | 国道289号                           | 福島県南会津郡下郷町 福島県西白河郡西郷村   | 4,345 m                                                                 | |
| 大阪港咲洲トンネル               | 大阪市港湾局                        | 大阪府大阪市港区 大阪府大阪市住之江区       | 2,200 m                                                                 | 道路部分のみ |
| 信夫山トンネル                   | 国道13号                            | 福島県福島市                                | 700 m                                                                   | |
| 東栗子トンネル                   | 国道13号                            | 福島県福島市                                | 2,376 m                                                                 | |
| 西栗子トンネル                   | 国道13号                            | 山形県米沢市                                | 2,675 m                                                                 | |
| 栗子トンネル                     | E13 東北中央自動車道                | 福島県福島市 山形県米沢市                   | 8,972 m                                                                 | 道路トンネルとして日本第5位の長さ。無料の道路トンネルとしては日本最長。                                                                                          |
| 土湯トンネル                     | 国道115号                           | 福島県福島市 福島県耶麻郡猪苗代町           | 3,360 m                                                                 | |
| 衣浦トンネル                     | 愛知県道265号碧南半田常滑線         | 愛知県半田市 愛知県碧南市                   | 西行1,019 m 東行1,141 m                                                 | 日本初の港湾道路トンネル |
| あつみトンネル                   | E7 日本海東北自動車道               | 山形県鶴岡市                                | 6,022 m                                                                 | 通行料不要の道路トンネルでは栗子トンネルに次ぐ2位の長さ（新直轄区間）                                                                                            |
| 新潟みなとトンネル               |                                     | 新潟県新潟市中央区 新潟県新潟市東区         | 1,423 m                                                                 | |
| 川崎港海底トンネル               |                                     | 神奈川県川崎市川崎区                        | 2,170 m                                                                 | |
| 浮島トンネル                     | 国道273号                           | 北海道上川郡上川町 北海道紋別郡滝上町       | 3,332 m                                                                 | |
| 北大雪トンネル                   | E39 旭川紋別自動車道                | 北海道上川郡上川町 北海道紋別郡遠軽町       | 4,098 m                                                                 | |
| 新佐呂間トンネル                 | 国道333号                           | 北海道常呂郡佐呂間町                        | 4,110 m                                                                 | 北海道佐呂間町竜巻災害で9名の死者 |
| 17号（明神）トンネル             | 新潟県道50号小出奥只見線            | 新潟県魚沼市                                | 3,989.5 m                                                               | |
| 神戸長田トンネル                 | 阪神高速31号神戸山手線              | 兵庫県神戸市                                | 下り3,906 m 上り2,184 m                                                 | 2010年12月18日に湊川まで延伸 |
| 石榑トンネル                     | 国道421号                           | 三重県いなべ市 滋賀県東近江市               | 4,157 m                                                                 | |
| 野塚トンネル                     | 国道236号                           | 北海道浦河郡浦河町 北海道広尾郡広尾町       | 4,232 m                                                                 | 日高山脈襟裳十勝国立公園 |
| えりも黄金トンネル               | 国道336号                           | 北海道幌泉郡えりも町                        | 4,941 m                                                                 | 北海道首位の総延長 |
| 新武岡トンネル                   | 鹿児島東西幹線道路                  | 鹿児島県鹿児島市                            | 1,513 m                                                                 | 本線とランプの合流部の掘削断面積が日本一 軟弱地盤（シラス）でのトンネル内分岐初施工事例                                                                          |
| 猪八重トンネル                   | 東九州自動車道                      | 宮崎県日南市                                | 4,858m                                                                  | 供用開始後、東九州道では最長、九州では肥後トンネル（6,340m）、加久藤トンネル（6,264m）に次いで3番目（宮崎県内では加久藤トンネルに次いで2番目）に長い道路トンネル |

#### 日本以外
| トンネル             | 所属する国、道路 | 長さ     | 備考                     |
| -------------------- | ---------------- | -------- | ------------------------ |
| ラルダールトンネル   | ノルウェー       | 24,510 m | 道路トンネルでは世界最長 |
| クロスシティトンネル | オーストラリア   | 約2.1 km |                          |
| 雪山トンネル         | 台湾・国道5号    | 12.9 km  | 道路トンネルでは台湾最長 |

### 構想・その他
- 紀淡トンネル（紀淡海峡）
- 豊予トンネル（豊予海峡）
- 日韓トンネル（対馬海峡）
- 宗谷トンネル（宗谷海峡）
- スタッド・シップ・トンネル（英語版）（船舶用トンネル構想、ノルウェー）

## トンネル内の安全確保
トンネルはその構造から災害発生時や事故発生時の避難行動や救出活動が比較的難しくなる。
国土交通省は、トンネル非常用施設設置基準を設けている。車道用トンネルの防災設備の種類として、通報設備、警報設備、消火設備、避難誘導設備、その他の設備に分類されている。トンネルにおける大きさと交通量からトンネル等級と呼ばれる区分に分けられ、設置する防災設備の種類と量が定められている。
通報設備
通話型通報設備と操作型通報設備、それから火災などを感知する自動通報設備がある。
消火設備
消化器と消火栓が置かれ、消火栓の設置間隔は50mが標準である。
避難誘導設備
避難通路（避難坑）や避難誘導灯などである。下層の避難通路へ降りるすべり台方式は、東京湾アクアライン、2020年3月完全開通した阪神高速6号大和川線など）あり、陽圧によって火が入り込まないなどの工夫がある。
その他の設備
給水栓設備、水噴霧設備。
長さの制限
道路法第46条3項で水底トンネルに類するトンネル（長さ5000メートル以上のトンネル）では、爆発性又は易燃性を有する物件その他の危険物を積載する車両の通行を禁止となっている。

### 高速道路での安全対策
日本の高速道路のトンネルでは、50mの間隔で押しボタン式通報装置と消火器（2本）、200m間隔で非常電話が設置されている。
また、長大トンネルの入口にはトンネル入り口用信号機や入口表示板が設置され、トンネル内で火災が発生した際には赤灯火の信号や「進入禁止火災」などの表示が行われる ほか、非常停車スペースを途中に確保したり、道路用トンネルに並行して一回り小さい避難用のトンネルを設けている場合がある。

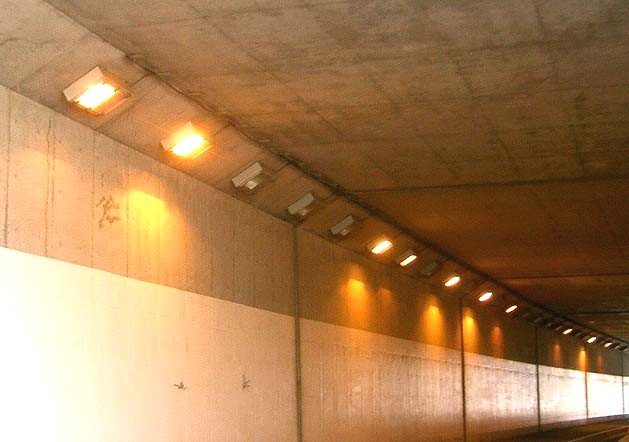
トンネルに設置されたナトリウムランプ

トンネル内部の照明は、白色も使用されているがオレンジ色に発光する低圧ナトリウムランプの使用が圧倒的に多い。
低圧ナトリウムランプは、ガラス管にナトリウム蒸気を封入した放電灯に使用されるランプで、日本で最初に高速道路が造られたときにトンネルの照明に採用されたランプである。オレンジ色の光は波長が長く、排気ガスの塵で拡散されにくく光が遠くまで届くという特性があり、排気ガスで視界が悪くなりがちなトンネル内部の視認性を向上して安全性を高めている。
また、各種ランプの中でも電気エネルギーを光に変換する効率が高く、ランプ寿命が約9000時間と比較的長いことから経済的であるというメリットがある。
その半面、オレンジ色の光は演色性が悪いため、赤いものが黒っぽく見えるというデメリットも持ち合わせており、トンネル内の消火栓などは蛍光の赤色で塗装するという工夫により、万一のときの安全を図っている。また、トンネルに入った時に、トンネル内部の暗さに合わせて人間の瞳の瞳孔が開くまで時間がかかることから、トンネルに入った時の内部の視認性向上のために出入り口付近の内部照明の数を増やし、中央部よりも明るくしている。
トンネルの照明方式には、対称照明方式、カウンタービーム照明方式、追跡照明方式の３つがある。

### 主なトンネル事故
- 肥薩線列車退行事故（1945年8月22日、国鉄肥薩線）
- 近鉄大阪線列車衝突事故（1971年10月25日、近鉄大阪線）
- 豊浜トンネル岩盤崩落事故（1996年2月10日、国道229号）
- 福岡トンネルコンクリート塊落下事故（1999年6月27日、山陽新幹線）
- 笹子トンネル天井板落下事故（2012年12月2日、中央自動車道）

トンネル火災
- 北陸トンネル火災事故（1972年11月6日、国鉄北陸本線）
- 日本坂トンネル火災事故（1979年7月11日、東名高速道路）

## トンネルと文化的影響
日本では「山の中に女が入ると、女神である山の神の嫉妬に遭い事故が起こる」という迷信が長らく信じられてきた。そのためトンネルや坑道などへの立ち入りは長らく女人禁制であった。
見学者のうち女性のみが拒否され問題となった例 も多数ある。
同様にアメリカ合衆国でも、トンネル建設現場に女性がいると不幸が起きると信じられていたが、1972年、コロラド州のアイゼンハワー・トンネルの建設現場において、性別を理由にトンネル内の建設現場から事務仕事に異動させられた女性が提訴したことを契機に、性差を理由にした制限等が解消されている。
また、度々トンネルは怪談や都市伝説の舞台になる。トンネル内で、工事中あるいは開通後の事故で死んだ人の亡霊が現れる、といったたぐいである。有名なところでは、石北本線常紋トンネルにおいてはいわゆる「タコ部屋労働」が原因であるとして、また肥薩線第二山の神トンネルにおいてはそこで発生した乗客轢死事故が原因であるとして亡霊話がしばしば語られる。
トンネルの貫通の際に採取された石を貫通石（かんつうせき）といい、安産のお守りとして用いられる。最近では各高速道路会社などが販売することもある。
企業・団体・集団・著名人の長期の業績・状態・売上不振や、スポーツチームの長期の連敗・下位低迷などを「トンネル」と表現されることがあるほか、野球の失策において野手がゴロを捕球できず自分の股の下をすり抜けさせることをトンネルと表現する。

## 自然に作られたトンネル
- 洞窟
  - 溶岩洞
  - 氷穴（英語版）(氷洞)